# Station Baulers
Station Baulers is een voormalig Belgisch spoorwegstation op de lijnen 124, van Brussel-Zuid naar Charleroi-Centraal, en 141, van Manage naar Court-Saint-Étienne, gelegen in Baulers, een deelgemeente van Nijvel in de provincie Waals-Brabant.
Het station werd in 1874 in gebruik genomen door de Belgische Spoorwegen en wordt sinds 1993 niet meer gebruikt.

## Spoorwegligging
Station Baulers lag op een hoogte van 114 meter op kilometerpunt (KP) 27.861 op lijn 124, van Brussel-Zuid naar Charleroi-Centraal, tussen de stations van Lillois en Nijvel. Het was een kruispuntstation met lijn 141, van Manage naar Court-Saint-Étienne, tussen het station van Nijvel-Noord en de halte Fonteny. Omdat lijn 141 er al was, moesten er twee krappe bochten worden gemaakt toen lijn 124 werd aangelegd.
0,0: Brussel-Zuid ·
2,1: Vorst-Oost ·
4,0: Ukkel-Stalle ·
5,6: Ukkel-Kalevoet ·
7,8: Linkebeek ·
9,1: Holleken ·
11,4: Sint-Genesius-Rode ·
12,6: De Hoek ·
15,5: Waterloo ·
18,8: Eigenbrakel ·
23,4: Lillois ·
28,1: Baulers ·
29,3: Nijvel ·
33,6: Bois-de-Nivelles ·
37,0: Obaix-Buzet ·
40,9: Luttre ·
43,4: La Chaussée ·
46,5: Courcelles-Motte ·
48,7: Roux ·
49,5: Monceau ·
52,9: Marchienne-au-Pont ·
53,7: Marchienne-Oost ·
55,9: Charleroi-Centraal